# 가례초등학교
가례초등학교는 대한민국 경상남도 의령군 가례면 수성리에 있는 공립 초등학교이다.

## 학교 연혁
- 1932년 10월 1일 가례공립보통학교 개교
- 1938년 4월 1일 가례공립심상소학교로 개칭
- 1941년 4월 1일 가례공립국민학교로 개칭
- 1982년 2월 5일 병설유치원 개원
- 1993년 3월 1일 운암국민학교 통폐합
- 1996년 3월 1일 가례초등학교로 개칭
- 1999년 9월 1일 갑을분교장 통폐합
- 2013년 9월 1일 제26대 서월순 교장 취임
- 2014년 2월 20일 제77회 졸업식(총 2,767명)
- 2015년 2월 17일 제78회 졸업식(총 2,770명)
- 2016년 2월 16일 제79회 졸업식(총 2,774명)
- 2017년 2월 15일 제80회 졸업식(총 2,781명)
- 2017년 3월 1일 제27대 옥원석 교장 취임
- 2018년 2월 13일 제81회 졸업식(총 2,785명)

## 참고 자료
- 가례초등학교 - 한국교육학술정보원 학교알리미